# Danny Collins
Daniel Lewis Collins (ur. 6 sierpnia 1980 w Chester) – angielski piłkarz występujący na pozycji środkowego lub lewego obrońcy w Nottingham Forest.

## Kariera klubowa
Collins występował w juniorskich zespołach Chester City, które po kilku latach opuścił. Następnie występował w Buckley Town, po czym powrócił do Chesteru.
Zadebiutował 26 grudnia 2001 roku w przegranym 3:1 meczu Conference National z Northwich Victoria. W sezonie 2001/2002 rozegrał łącznie osiem ligowych meczów. W sierpniu 2002 roku został wypożyczony do Vauxhall Motors, gdzie występował przez trzy miesiące. Po powrocie rozegrał 10 spotkań dla Chesteru City. W sezonie 2003/2004 zagrał w 41 ligowych meczach oraz zdobył trzy bramki (w tym swoją pierwszą w karierze, 29 września 2003 roku w wygranym 4:0 meczu z Northwich Victoria) i pomógł klubowi w awansie do Football League Two.
11 października 2004 roku za kwotę 140 tysięcy funtów przeszedł do Sunderlandu podpisując z tym klubem trzyipółletni kontrakt. W klubie tym zadebiutował 25 października w spotkaniu Football League Championship z Rotherham United, wygranym 1:0. Łącznie w sezonie 2004/2005 rozegrał 11 ligowych meczów. Wraz z Sunderlandem awansował także do Premier League. Po raz pierwszy w najwyższej klasie rozgrywkowej w Anglii wystąpił 26 listopada 2005 roku w przegranym 1:0 spotkaniu z Birmingham City. 7 maja 2006 roku w przegranym 2:1 meczu z Aston Villą strzelił pierwszą bramkę dla Sunderlandu. Łącznie w sezonie 2005/2006 zagrał 23 razy
We wrześniu 2009 roku podpisał kontrakt ze Stoke City. W 2011 i w 2012 roku był wypożyczany najpierw do Ipswich Town, a później do West Hamu United.
25 lipca 2012 roku podpisał trzyletni kontrakt z Nottingham Forest.